# Mario Verde
Mario Verde (Taranto, 20 giugno 1920 – Torino, 4 luglio 1983) è stato un fisico italiano.

## Biografia
Laureatosi con lode in fisica presso la Scuola Normale Superiore di Pisa nel 1942, dopo un periodo di studio e di ricerca passato all'Università di Roma, nel 1947 diventa assistente di Wolfgang Pauli e Paul Scherrer al Politecnico di Zurigo. Da qui, viene poi chiamato all'Università di Torino, ove rimane per il resto della sua carriera.
Nel 1950, fra i più giovani professori italiani di fisica teorica, è alla cattedra di fisica teorica dell'Università di Torino, dove fonda la Scuola di Specializzazione in Fisica nucleare, di cui sarà direttore fino alla morte; fonda, altresì, il Centro di Calcolo universitario, uno dei primissimi in Italia, che dirigerà dal 1968 al 1972.
Tra il 1950 e il 1972, è stato direttore dell'Istituto di Fisica Teorica interno all'Istituto di Fisica dell'Università di Torino. Fu, tra l'altro, il relatore di tesi di Tullio Regge, iniziandolo alla fisica teorica.
Negli anni della guerra fredda fra Stati Uniti e Russia, mise a disposizione l'Istituto di Fisica di Torino quale pacifico e proficuo luogo di incontro e di scambio fra professori, ricercatori e scienziati di entrambe le nazioni, e di tutto il mondo in generale.
Nel 1968, riesce pure, con successo, a promuove la creazione di un nuovo corso di laurea ad indirizzo informatico che incontra il favore di colleghi e studenti, con un tal numero di immatricolati da portare a costruire nuove, ulteriori strutture temporanee
presso la facoltà di scienze. Acquistò pure una delle prime macchine di calcolo della IBM per il Centro di Calcolo dell'università.

Un aneddoto del figlio:
Morì prematuramente il 4 luglio 1983.